# Alfred Marshall
Alfred Marshall (født 26. juli 1842 i London, død 13. juli 1924) var en britisk økonom. Han regnes som en af pionérerne indenfor neoklassisk økonomisk teori). Han omtales ofte som den største økonomiske lærebogsforfatter i slutningen af 1800-tallet, og havde mange senere berømte økonomer som sine studenter, for eksempel John Maynard Keynes. 
Han blev i 1868 forelæser i moralvidenskab ved Cambridge Universitet, 1877 rektor for "university college" i Bristol, virkede 1884-85 som forelæser i økonomi i Oxford og indehavde 1885-1908 professorat i nationaløkonomi ved Cambridges universitet. Han var leder af 1891 års arbejderkommitté. 
Marshalls pædagogiske succes skyldes nok, at han lagde vægt på at fremstille de økonomiske teorier på en klar og enkel måde ved hjælp af diagrammer/figurer. Marshall, som selv havde en god matematisk skoling, henviste de matematiske beviser til fodnoter i sine lærebøger. Dermed var kundskaber i matematik ikke nogen betingelse for at forstå hans ræsonnementer.      
Det er Marshall, der først tegnede det nu klassiske markedsdiagram med en stigende udbuds- og en faldende efterspørgselskurve, som krydser hinanden i et ligevægtspunkt for pris og mængde. Dette ligevægtspunkt viste, hvad prisen og den omsatte mængde ville blive. Prisen gav også udtryk for nytten eller værdien af produktet for forbrugerne og under visse betingelser for samfundet. 
Efterpørgselskurven blev bestemt af forbrugernes subjektive nytter af at forbruge forskellige mængder af produktet. Udbudskurven blev bestemt af virksomhedernes omkostninger ved at fremstille forskellige mængder af produktet. 
Ved at inddrage tidsperspektivet som bestemmende for, hvordan udbudskurven så ud, viste Marshall, at både klassikernes og neoklassikernes værditeorier kunne forsvares for industriproduktion. På lang sigt ville udbudskurven være vandret, på kort sigt lodret og på mellemlang sigt stigende mod højre i diagrammet, hævdede Marshall.  
Ved at parallelforskyde efterspørgselskurven viste Marshall, at omkostningsforholdene (da på lang sigt) var afgørende for produktets pris/værdi i overensstemmelse med, hvad klassikerne Adam Smith og David Ricardo havde hævdet tidligere. På kort sigt ville derimod nytten spille en afgørende rolle således, som de første nyklassikere Jevons og Menger havde ment. 
På mellemlang sigt ville pris/værdi være gensidigt afhængig af både forbrugernes nyttestrukturer og producenternes omkostningsforhold. Dette på samme måde som saksen for at kunne klippe var afhængig af begge sakseblade, sagde Marshall.

## Forfatterskab
- Economics of industry (1879, flere genudgivelser)
- Principles of economics (bd I, 1890; 6. oplag 1910),
- Elements of economics (bd I, 1892; 4. oplag 1908,. et sammendrag af "Principles"),
- The new Cambridge curriculum in economics (1903),
- Memorandum on the fiscal policy of international trade (1908, et parlamentarisk "white paper")